# Lijst van voormalige windmolens in Zeeland
Dit is een lijst van voormalige windmolens in de Nederlandse provincie Zeeland.
| Naam                                   | Plaats        | Gemeente           | Provincie | Type molen    | Functie    | Zichtbare restanten | Huidig gebruik  | Foto |
| -------------------------------------- | ------------- | ------------------ | --------- | ------------- | ---------- | ------------------- | --------------- | ---- |
| Molen van Aalbregtse                   | Cadzand       | Sluis              | Zeeland   | grondzeiler   | korenmolen | romp                |                 |      |
| De Haas                                | Oud-Sabbinge  | Goes               | Zeeland   | stellingmolen | korenmolen | romp                |                 |      |
| Het Hert                               | Brouwershaven | Schouwen-Duiveland | Zeeland   | standerdmolen | korenmolen | omgewaaid-verdwenen |                 |      |
| De Hoop                                | Heinkenszand  | Borsele            | Zeeland   | stellingmolen | korenmolen | romp                |                 |      |
| De Hoop                                | Hoofdplaat    | Sluis              | Zeeland   | grondzeiler   | korenmolen | romp                |                 |      |
| De Hoop                                | Sint Laurens  | Middelburg         | Zeeland   | stellingmolen | korenmolen | romp                |                 |      |
| Molen Luteyn                           | Nieuwvliet    | Sluis              | Zeeland   | stellingmolen | korenmolen | romp                |                 |      |
| Molen Luteyn                           | Sasput        | Sluis              | Zeeland   | beltmolen     | korenmolen | verdwenen           |                 |      |
| De Meermin                             | Terhofstede   | Sluis              | Zeeland   | stellingmolen | korenmolen | romp                |                 |      |
| De Nieuwe Molen/De Graanhalm           | Poortvliet    | Tholen             | Zeeland   | stellingmolen | korenmolen | romp                |                 |      |
| Prins Hendrik                          | Westkapelle   | Veere              | Zeeland   | grondzeiler   | korenmolen | molensteen          | oorlogsmonument |      |
| Molen van Risseeuw                     | Breskens      | Sluis              | Zeeland   | stellingmolen | korenmolen | romp                |                 |      |
| De Roos                                | Westkapelle   | Veere              | Zeeland   | beltmolen     | korenmolen | verdwenen           |                 |      |
| Ronde Molen                            | Overslag      | Terneuzen          | Zeeland   | stellingmolen | korenmolen | romp                |                 |      |
| Walmolen/Molen op bastion Generaliteit | Sas van Gent  | Terneuzen          | Zeeland   | grondzeiler   | korenmolen | romp                |                 |      |